# Isaac Sackey
Isaac Sackey (Berekum, 4 de abril de 1994) es un futbolista ghanés que juega en la posición de centrocampista para el Al-Batin F. C. de la Primera División Saudí.

## Selección nacional
Tras jugar con la selección de fútbol sub-23 de Ghana finalmente debutó con la selección de fútbol de Ghana el 28 de junio de 2017. Lo hizo en un partido amistoso contra México que finalizó con un resultado de 1-0 a favor del combinado mexicano tras el gol de Elías Hernández.

## Clubes
| Club                        | País            | Año       | Partidos | Goles |
| --------------------------- | --------------- | --------- | -------- | ----- |
| Liberty Professionals F. C. | Ghana           | 2010-2012 | 41       | 5     |
| F. C. Slovan Liberec        | República Checa | 2012-2016 | 89       | 4     |
| Alanyaspor                  | Turquía         | 2016-2019 | 72       | 2     |
| Denizlispor (cedido)        | Turquía         | 2019-2020 | 23       | 0     |
| Hatayspor                   | Turquía         | 2020-2022 | 59       | 0     |
| Ümraniyespor                | Turquía         | 2022-2023 | 32       | 0     |
| Al-Batin F. C.              | Arabia Saudita  | 2023-act. | 25       | 0     |

## Palmarés

### Campeonatos nacionales
| Título                     | Club                 | País            | Año  |
| -------------------------- | -------------------- | --------------- | ---- |
| Copa de la República Checa | F. C. Slovan Liberec | República Checa | 2015 |